# 海南哥纳香
海南哥纳香（学名：Goniothalamus howii）是番荔枝科哥纳香属的植物，为中国的特有植物。分布于中国大陆的云南、海南等地，生长于海拔300米至800米的地区，多生长于山地林中以及沟谷中，目前尚未由人工引种栽培。
其种加词“howii”以侯宽昭（1908-1959）的姓氏命名。